# 凤阳县博物馆
凤阳县博物馆是位于中华人民共和国安徽省滁州市凤阳县的一座博物馆，建筑面积7,000多平方米，展室面积3,000多平方米，2015年9月对外开放。博物馆共有五个展览室，包括一楼设置历史文化厅、钟离厅和中都厅三个陈列展览室，二楼设置两个临时陈列展览室。
2024年8月，入选第五批国家二级博物馆。